# Gillette Stadium
Gillette Stadium er et stadion i Foxborough syd for Boston i Massachusetts, USA, der er hjemmebane for NFL-klubben New England Patriots. Stadionet har plads til 68.756 tilskuere. Det blev indviet 9. september 2002, hvor det erstattede Patriots gamle hjemmebane Foxboro Stadium. Stadionet er navngivet efter sponsoren Gillette.
Udover NFL benyttes Gillette Stadium også af MLS-holdet New England Revolution.